# Michał Jakubik
Michał Jakubik (ur. 18 marca?/31 marca 1914 w Czuczewiczach, zm. 28 października 1966 w Łodzi) – generał brygady Wojska Polskiego.

## Życiorys
W latach 1925–1931 był uczniem Prywatnego Koedukacyjnego Gimnazjum w Łunińcu, w 1935–1938 odbył zasadniczą służbę wojskową w 4 pułku lotniczym w Toruniu, w trakcie której (1937) ukończył kurs pilotażu na samolocie RWD-8. W 1938 w stopniu kaprala przeniesiony do rezerwy, został frezerem w fabryce amunicji w Kraśniku. We wrześniu 1939 ewakuowany na wschód, internowany k. Brześcia nad Bugiem, po zwolnieniu wrócił do Łunińca, gdzie pracował w upaństwowionych przez Sowietów fabrykach. 21 czerwca 1941 aresztowany przez NKWD i uwięziony w Jelcu, potem w Kirowie, 9 września 1941 zwolniony na mocy amnestii. Pracował w zakładach metalowych w obwodzie kirowskim.

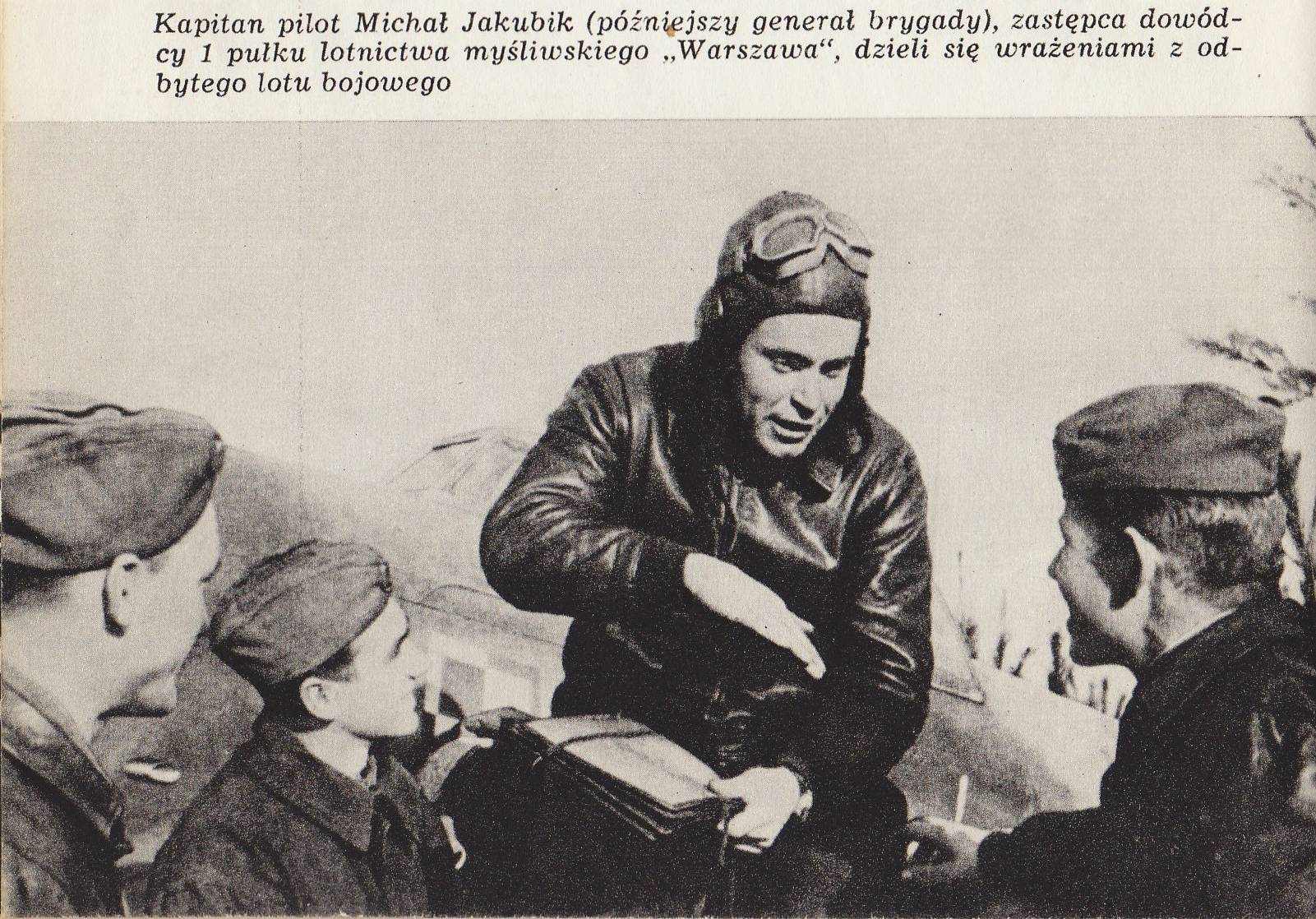
Kapitan Michał Jakubik zastępca dowódcy 1 pułku lotnictwa myśliwskiego „Warszawa” w rozmowie po locie bojowym

W 1943 ukończył Szkołę Wojsk Pancernych im. Puszkina w Rybińsku. Od maja do lipca 1943 był podoficerem-instruktorem w 1 Warszawskim pułku czołgów. Od grudnia 1943 pełnił służbę w 1 pułku lotnictwa myśliwskiego „Warszawa” zajmując kolejno stanowiska: pilota, starszego pilota, dowódcy klucza, zastępcy dowódcy 3 eskadry ds. polityczno-wychowawczych (od 29 października 1944), zastępcy dowódcy pułku ds. politycznych (od 1 stycznia 1945 do czerwca 1946). Brał udział w lotach bojowych na szlaku 1 Armii Wojska Polskiego od Warszawy do Berlina.
- Zastępca dowódcy 2 Samodzielnego pułku lotniczego ds. politycznych w Warszawie – 20.07.1946
- Dowódca 2 Samodzielnego pułku lotniczego w Warszawie – Babicach – 18.02.1947
- Zastępca szefa Wydziału Wyszkolenia Bojowego w Dowództwie Wojsk Lotniczych w Warszawie – 01.03.1947 – 18.11.1947
- Dowódca Specjalnego pułku lotniczego (rządowego) w Warszawie-Okęciu –11.1947 – 12.1948
- Komendant Technicznej Szkoły Lotniczej w Boernerowie (Bemowie) w Warszawie – 07.12.1948
- Komendant Technicznej Szkoły Wojsk Lotniczych w Zamościu – 01.1951
- Wiceprezes Ligi Lotniczej w Warszawie – 22.01.1951
- Sekretarz Prezydium SG Ligi Przyjaciół Żołnierza – 07.1953
- Pomocnik dowódcy Wojsk Lotniczych ds. LM w Warszawie – 23.07.1953 i 11.1954
- Zastępca dowódcy Wojsk Lotniczych i OPL OK ds. szkolenia w Warszawie – 29.11.1954 – 10.1955

Ukończył Wyższą Akademię Wojskową im. Klimenta Woroszyłowa SZ ZSRR w Moskwie (późniejsza ASG SZ ZSRR).
- Dowódca 2 Korpusu OPL OK w Bydgoszczy – 27.10.1957 – 07.1961
- Zastępca dowódcy Wojsk Lotniczych i OPL OK ds. Szkolenia w Warszawie – 02.08.1961 – 03.07.1962
- Zastępca Generalnego Inspektora Lotnictwa ds. szkolenia w Warszawie – 04.07.1962 – 12.07.1963
- Cz. po. Głównego Inspektora Lotnictwa w Warszawie – 13.07.1963 – 07.11.1963

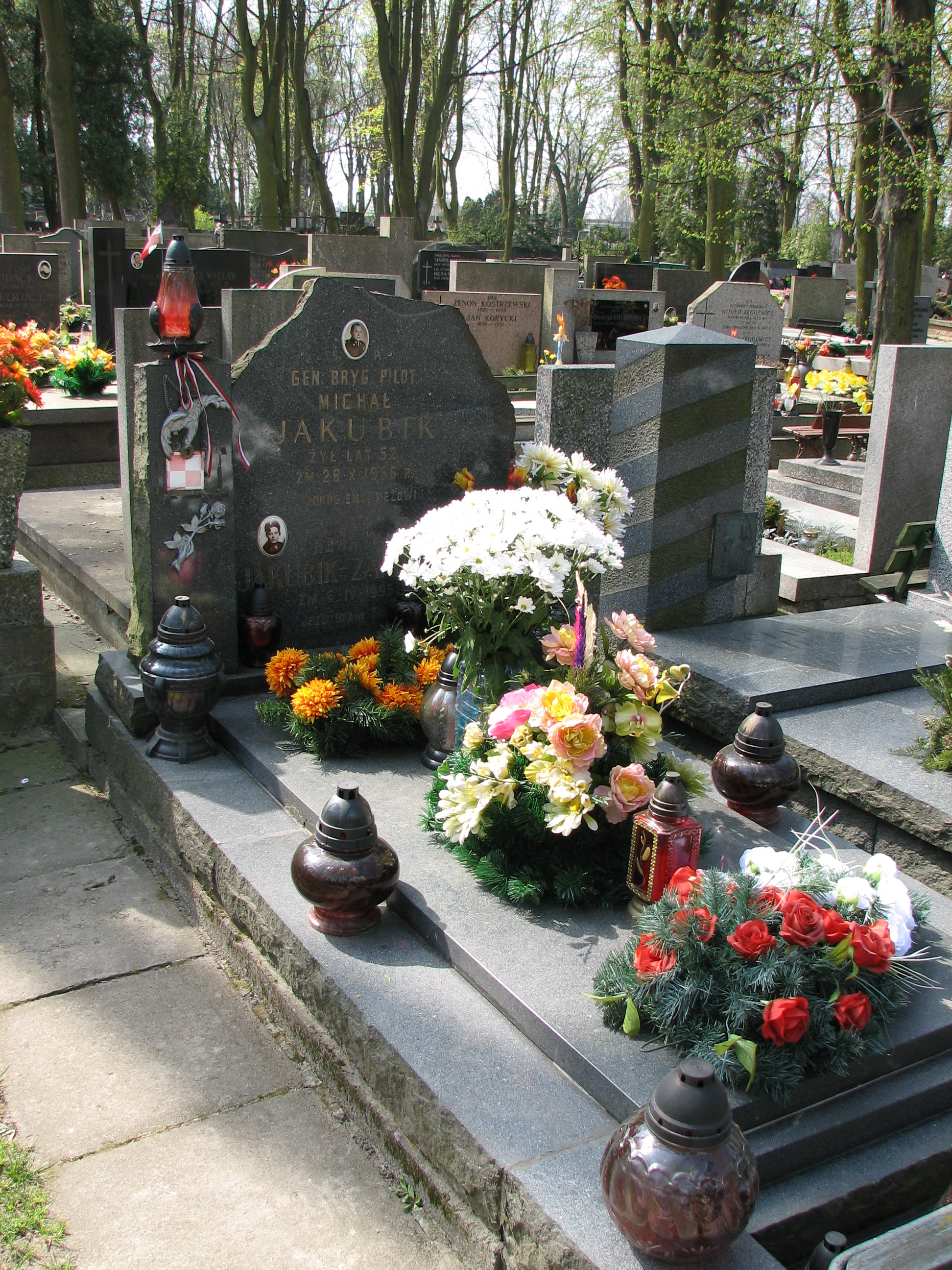
Grób gen. Michała Jakubika na Cmentarzu Wojskowym na Powązkach w Warszawie

W latach 1961–1965 radny Wojewódzkiej Rady Narodowej w Bydgoszczy. 29 kwietnia 1966 w związku z pogarszającym się stanem zdrowia przeszedł do dyspozycji MON. Zmarł 28 października 1966 w Łodzi. Pochowany na Cmentarzu Wojskowym na Powązkach w Warszawie (kwatera A14-1-16). W imieniu Wojska Polskiego przemówienie pożegnalne wygłosił Główny Inspektor Lotnictwa gen. Jan Raczkowski.
Był zasłużonym wychowawcą kadr lotnictwa i jednym z pionierów PRL-owskiego lotnictwa wojskowego, a także pierwszym w PRL pilotem z polskim obywatelstwem awansowanym na stopień generalski. Jego imieniem nazwano Zespół Szkół Zawodowych nr 1 w Łasku (1980).

## Awanse
- chorąży - listopad 1943
- porucznik - 1944
- kapitan - 1945
- major - 17 grudnia 1946
- podpułkownik - 1 lipca 1948
- pułkownik - 12 listopada 1952
- generał brygady – 8 października 1953

## Życie prywatne
Od 1945 był żonaty z Henryką Eugenią z domu Bałakier (1926-1995).

## Odznaczenia
- Krzyż Oficerski Orderu Odrodzenia Polski (1958)
- Krzyż Kawalerski Orderu Odrodzenia Polski (1945)
- Order Sztandaru Pracy II klasy (1964)
- Krzyż Walecznych (1946)
- Złoty Krzyż Zasługi
- Srebrny Medal Zasłużonym na Polu Chwały (1944)
- Medal za Warszawę 1939–1945
- Medal za Odrę, Nysę, Bałtyk
- Medal 10-lecia Polski Ludowej
- Złota odznaka honorowa „Za Zasługi dla Warszawy” (1961)[4]
- Order Wojny Ojczyźnianej I klasy (1945, ZSRR)
- Medal „Za zdobycie Berlina” (ZSRR)
- Medal „Za zwycięstwo nad Niemcami w Wielkiej Wojnie Ojczyźnianej 1941-1945" (ZSRR)